# Kjulo kommunvapen

Kjulo kommunvapen och Säkylä kommunvapen.

Kjulo kommunvapen är det heraldiska vapnet för Säkylä kommun i det finländska landskapet Satakunta. Vapnet var ursprungligen det heraldiska vapnet för Kjulo kommun, men från och med kommunsammanslagningen mellan Kjulo och Säkylä år 2016 har vapnet varit Säkylä kommunvapen.
Vapnet ritades av Into Linturi och Yrjö Rintala och det fastställdes som Kjulo kommunvapen den 26 september 1950. Motivet är en röd mitra med gyllene detaljer och en blå yxa. Motivet härstammar från Biskop Henriks martyrdöd.